# Anet (Eure y Loir)
 Anet  es una población y comuna francesa, en la región de  Centro, departamento de Eure y Loir, en el distrito de Dreux. Es el chef-lieu del cantón de Anet.

## Demografía
Evolución demográfica
| 1341 | 1464 | 1700 | 2297 | 2696 | 2651 | 2633 |
| Para los censos de 1962 a 1999 la población legal corresponde a la población sin duplicidades (Fuente: INSEE [Consultar]) |      |      |      |      |      |      |